# Кийов (Словаччина)
Кийов або Київ, Кіїв (словац. Kyjov) — село в Словаччині, Старолюбовняському окрузі Пряшівського краю. Розташоване в північно-східній частині Словаччини на межі Левоцьких та Чергівських гір в долині потока Градлова.
Вперше згадується у 1390 році.
В селі є греко-католицька церква Рождества Пречистої Богородиці з 1810 року.

## Населення
| Рік:            | 1994. | 2004.   | 2014.   | 2024.   |
| --------------- | ----- | ------- | ------- | ------- |
| Кількість осіб: | 716   | 767     | 759     | 740     |
| Різниця:        |       | +7,12 % | -1,04 % | -2,50 % |

| Рік:            | 2023. | 2024.   |
| --------------- | ----- | ------- |
| Кількість осіб: | 733   | 740     |
| Різниця:        |       | +0,95 % |

В селі проживає 731 осіб.
Національний склад населення (за даними останнього перепису населення — 2001 року):
- словаки — 87,78%
- русини — 6,89%
- цигани — 2,99%
- українці — 1,30%
- чехи — 0,91%

Склад населення за приналежністю до релігії станом на 2001 рік:
- греко-католики — 90,64%,
- римо-католики — 6,89%,
- православні — 1,69%,
- не вважають себе віруючими або не належать до жодної вищезгаданої церкви — 0,65%

## Відомі люди
Народились:
- Милий Дезидерій (1906–1971), живописець і мистецтвознавець, один з найвидатніших митців лемківського походження